# Châtenay-sur-Seine
Châtenay-sur-Seine és un municipi francès, situat al departament del Sena i Marne i a la regió d'Illa de França. L'any 2007 tenia 897 habitants.
Forma part del cantó de Provins, del districte de Provins i de la Comunitat de comunes Bassée-Montois.

## Demografia

### Població
El 2007 la població de fet de Châtenay-sur-Seine era de 897 persones. Hi havia 352 famílies, de les quals 80 eren unipersonals (52 homes vivint sols i 28 dones vivint soles), 120 parelles sense fills, 136 parelles amb fills i 16 famílies monoparentals amb fills.
La població ha evolucionat segons el següent gràfic:
Habitants censats

### Habitatges
El 2007 hi havia 397 habitatges, 350 eren l'habitatge principal de la família, 23 eren segones residències i 24 estaven desocupats. 389 eren cases i 8 eren apartaments. Dels 350 habitatges principals, 307 estaven ocupats pels seus propietaris, 30 estaven llogats i ocupats pels llogaters i 13 estaven cedits a títol gratuït; 1 tenia una cambra, 19 en tenien dues, 49 en tenien tres, 97 en tenien quatre i 183 en tenien cinc o més. 295 habitatges disposaven pel capbaix d'una plaça de pàrquing. A 134 habitatges hi havia un automòbil i a 185 n'hi havia dos o més.

### Piràmide de població
La piràmide de població per edats i sexe el 2009 era:
| Homes | Edats   | Dones |
| ----- | ------- | ----- |
| 0     | 95 o +  | 4     |
| 4     | 90 a 94 | 4     |
| 0     | 85 a 89 | 4     |
| 8     | 80 a 84 | 8     |
| 16    | 75 a 79 | 24    |
| 28    | 70 a 74 | 8     |
| 20    | 65 a 69 | 32    |
| 12    | 60 a 64 | 20    |
| 32    | 55 a 59 | 24    |
| 44    | 50 a 54 | 40    |
| 40    | 45 a 49 | 32    |
| 32    | 40 a 44 | 28    |
| 36    | 35 a 39 | 36    |
| 28    | 30 a 34 | 60    |
| 16    | 25 a 29 | 12    |
| 32    | 20 a 24 | 16    |
| 36    | 15 a 19 | 28    |
| 40    | 10 a 14 | 32    |
| 40    | 5 a 9   | 24    |
| 36    | 0 a 4   | 44    |

## Economia
El 2007 la població en edat de treballar era de 584 persones, 426 eren actives i 158 eren inactives. De les 426 persones actives 390 estaven ocupades (219 homes i 171 dones) i 35 estaven aturades (12 homes i 23 dones). De les 158 persones inactives 60 estaven jubilades, 55 estaven estudiant i 43 estaven classificades com a «altres inactius».

### Ingressos
El 2009 a Châtenay-sur-Seine hi havia 353 unitats fiscals que integraven 899,5 persones, la mediana anual d'ingressos fiscals per persona era de 21.165 €.

### Activitats econòmiques
Dels 37 establiments que hi havia el 2007, 1 era d'una empresa extractiva, 1 d'una empresa alimentària, 1 d'una empresa de fabricació d'altres productes industrials, 14 d'empreses de construcció, 5 d'empreses de comerç i reparació d'automòbils, 6 d'empreses de transport, 2 d'empreses d'hostatgeria i restauració, 1 d'una empresa d'informació i comunicació, 1 d'una empresa financera, 1 d'una empresa immobiliària, 2 d'empreses de serveis i 2 d'empreses classificades com a «altres activitats de serveis».
Dels 15 establiments de servei als particulars que hi havia el 2009, 1 era una oficina de correu, 1 taller de reparació d'automòbils i de material agrícola, 5 paletes, 1 guixaire pintor, 1 fusteria, 3 lampisteries, 1 empresa de construcció, 1 perruqueria i 1 restaurant.
Dels 2 establiments comercials que hi havia el 2009, 1 era una botiga de menys de 120 m² i 1 una botiga de mobles.
L'any 2000 a Châtenay-sur-Seine hi havia 11 explotacions agrícoles que ocupaven un total de 744 hectàrees.

## Equipaments sanitaris i escolars
El 2009 hi havia 1 escola maternal integrada dins d'un grup escolar amb les comunes properes formant una escola dispersa i 1 escola elemental integrada dins d'un grup escolar amb les comunes properes formant una escola dispersa.

## Poblacions més properes
El següent diagrama mostra les poblacions més properes.